# 马蒂尔德·奥尔蒂斯
马蒂尔德·奥尔蒂斯（西班牙語：Matilde Ortiz Reyes，1990年9月16日—），出生於墨西哥韋拉克魯斯州，西班牙女子水球运动员，亦為西班牙國家女子水球隊成員。

## 簡歷
2012年，马蒂尔德·奥尔蒂斯代表西班牙參加英國倫敦舉行的奥林匹克运动会女子水球比賽，最後在決賽中不敵美國隊，贏得銀牌。